# (13251) Viot
(13251) Viot (1998 OP) – planetoida z grupy pasa głównego asteroid okrążająca Słońce w ciągu 3,21 lat w średniej odległości 2,17 j.a. Odkryta 20 lipca 1998 roku.